# Udea aurora
Udea aurora là một loài bướm đêm thuộc họ Crambidae. Nó là loài đặc hữu của Kauai và Oahu.
Ấu trùng ăn các loài Bidens. They feed between spun-together leaves. The pupa is khoảng 10 mm long.